# 장경사
장경사(長慶寺)는 대한민국 경기도 광주시, 남한산성 내에 위치한 사찰이다. 남한산성 동문에서 북쪽으로 2km가량 올라간 곳에 자리잡고 있다. 남한산성 안에는 본래 9개의 사찰이 있었는데, 현재 장경사, 망월사, 개원사, 국청사 등이 복원되었고 나머지는 소실되었다. 1983년 9월 19일 경기도 문화재자료 제15호로 지정되었다.

## 개요
남한산성 안에 있는 절이다. 남한산성은 북한산성과 더불어 도성(서울)을 지키던 산성으로 장경사는 남한산성을 지을 당시인 조선 인조 16년(1638)에 세웠다. 전국8도의 승려들을 모집하여 산성 짓는 것을 도왔는데, 이때 승군(僧軍)들이 훈련을 받으며 머무르던 9개의 절 중 지금까지 온전히 보존되어 있는 유일한 절이다.
절에 있는 건물로는 대웅전, 진남루, 칠성각, 대방, 요사채 등이 있다. 대웅전의 지붕은 옆면에서 볼 때 여덟 팔(八)자 모양인 팔작지붕으로 꾸몄다. 지붕 처마를 받치기 위해 장식하여 만든 공포는 기둥 위와 기둥 사이에도 있는 다포 양식이다.
조선시대 승병들이 나라를 위해 활동한 일면을 엿볼 수 있는 좋은 예가 되고 있다.

## 같이 보기
- 남한산성

## 참고 자료
- 장경사 - 국가유산청 국가유산포털